# Гері Сініз
Гері (Ґері) Алан Сініз (англ. Gary Alan Sinise; нар. 17 березня 1955, Блу-Айленд, Іллінойс, США) — американський актор, режисер та музикант, лауреат премій «Сатурн» (1995), «Золотий глобус» (1996) й «Еммі» (1998), номінант на премію «Оскар» (1995).

## Біографія
До початку своєї кінокар'єри Сініз працював у театрі і був одним із засновників чиказького театру «Степовий вовк», що отримав свою назву за однойменним романом Германа Гессе. Після своїх режисерських робіт у «Далеко від дому» і «Про мишей та людей» Сініз отримав акторське визнання у Голлівуді, зокрема, знявшись у фільмах «Аполлон 13», «Зелена миля» та «Місія на Марс». Роль лейтенанта Дена Тейлора у фільмі «Форрест Гамп» принесла Сініз номінації на премії «Оскар» та «Золотий глобус» у категорії «Найкраща чоловіча роль другого плану». Роль детектива Мака Тейлора у детективному телесеріалі «C.S.I.: Місце злочину Нью-Йорк» помітно додала Гері Сініз популярності.
З 2003 Сініз виступає у групі «Lt. Dan Band», що отримала назву за іменем свого персонажа у фільмі «Форрест Гамп».

## Фільмографія

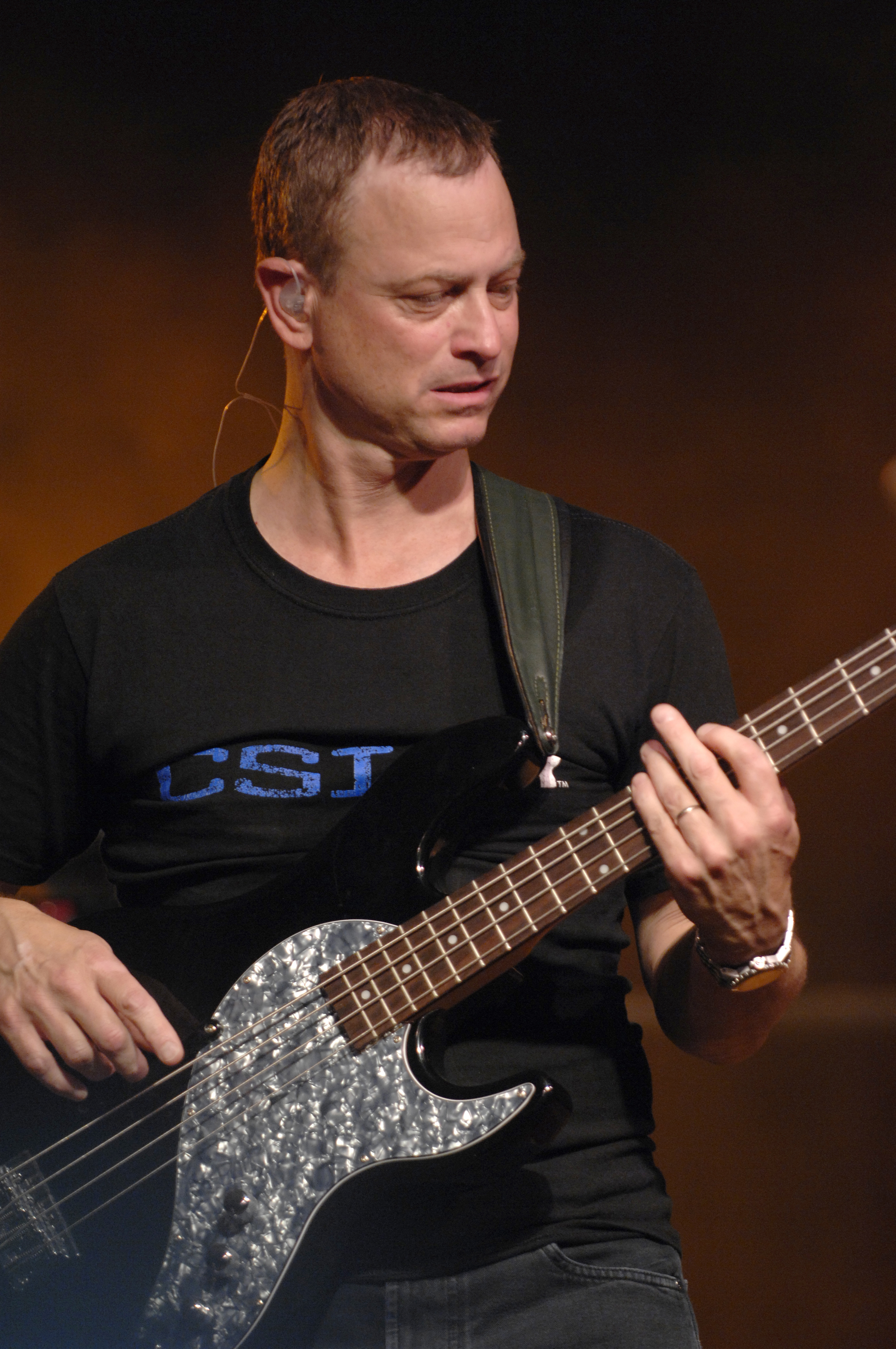
Гері Сініз — бас-гітарист групи «Lt. Dan Band».

### Фільми
- 1989: Останні дні / The Final Days — Річард Бен-Веністе
- 1989: Мене звати Білл В. / My Name is Bill W. — Еббі
- 1992: Про мишей і людей / Of Mice And Men — Джордж Мілтон
- 1992: Нічний відбій / A Midnight Clear — Венс Вілкінс
- 1993: Джек на прізвисько «Ведмідь» / Jack the Bear — Норман Стрік
- 1994: Форрест Гамп / Forrest Gump — лейтенант Ден Тейлор
- 1995: Аполлон-13 / Apollo 13 — Кен Маттінглі
- 1995: Швидкий та мертвий / The Quick and the Dead  — Маршалл
- 1995: Труман / Truman — Гаррі Трумен
- 1996: Викуп / Ransom — детектив Джиммі Шейкер
- 1996: Альбіно Алігатор / Albino Alligator — Майло
- 1997: Джордж Воллес / George Wallace — Джордж Воллес
- 1998: Очі змії / Snake Eyes — Кевін Данн
- 1999: Зелена миля / The Green Mile — Берт Хаммерсміт
- 1999: Лють / It's the Rage — Морган
- 2000: Бруно / Bruno — Діно Баталья
- 2000: Місія на Марс / Mission To Mars — Джим Макконнелл
- 2000: Азартні ігри / Reindeer Games — Габріель Мірсер
- 2002: Прибулець / Impostor — Спенсер Олем
- 2002: Стежкою війни / Path to War — Джордж Воллес
- 2003: Заплямована репутація / The Human Stain — Нейтан Зукерман
- 2004: Забуте / The Forgotten — доктор Джек Мюнс
- 2004: Велика крадіжка / The Big Bounce — Рей Річі
- 2006: Сезон полювання / Open Season — Шоу (голос)
- 2014: Перший месник: Друга війна / Captain America: The Winter Soldier — оповідач документального фільму (голос)
- 2020: Вірю в кохання / I Still Believe — Том

### Серіали
- 1994: Протистояння / The Stand — Стю Редман (4 епізоди)
- 1995: Фрейзер / Frasier — Сід (Епізод: "The Club")
- 2004-05: C.S.I.: Маямі / CSI: Miami — Мак Тейлор (2 епізоди)
- 2004-13: C.S.I.: Нью-Йорк / CSI: NY — Мак Тейлор (197 епізодів)
- 2008: Епохальні польоти НАСА / When We Left Earth — оповідач (6 епізодів)
- 2013: CSI: Місце злочину / CSI: Crime Scene Investigation — Мак Тейлор (Епізод: "In Vino Veritas")
- 2015: Мислити як злочинець / Criminal Minds — Джек Гаррет (Епізод: "Beyond Borders")
- 2016-17: Мислити як злочинець: За кордоном / Criminal Minds: Beyond Borders — Джек Гаррет (26 епізодів)
- 2020: Тринадцять причин чому / Th1rteen R3asons Why — Роберт Еллман (10 епізодів)

### Режисер
- 1988: Далеко від дому / Miles from Home
- 1992: Про мишей і людей / Of Mice And Men

## Нагороди та номінації
- 1995: номінація на «Оскар» за найкращу роль другого плану у фільмі «Форрест Гамп»
- 1995: номінація на «Золотий глобус» за найкращу роль другого плану у фільмі «Форрест Гамп»
- 1996: виграний «Золотий глобус» за найкращу чоловічу роль (телефільм або мінісеріал) у фільмі «Трумен»
- 1996: номінація на «Золотий глобус» за найкращу чоловічу роль (телефільм або мінісеріал) у фільмі «Джордж Уоллес»